# نفرکارع نبی
نفرکارع نِبی به گمانی یکی از پادشاهان دودمان هفتم مصر یا دودمان هشتم مصر در دوره نخست میانی مصر بوده است. نام او نه تنها در فهرست پادشاهان ابیدوس آمده است که برخلاف دیگر پادشاهان این دودمان، نامش در دو منبع دیگر نیز آمده است. مادر او به احتمالی شبانو عنخ‌اسن‌پپی دوم بوده است که در این صورت پدرش فرعون پپی دوم می‌شود. نام نفرکارع نبی بر روی تابوت سنگی عنخ‌اسن‌پپی دوم دیده می‌شود. گمان بر این است که نفرکارع نبی بنای ساخت هرمی در سقاره را آغاز کرده بود ولی به دلایلی نامعلوم این سازه تا مرحله جدی ساخت پیش نرفت.